# Боуэн, Андреа
Андреа Лорен Боуэн (англ. Andrea Lauren Bowen; род. 4 марта 1990, Колумбус) — американская актриса. Наиболее известна ролью Джули Майер в телесериале «Отчаянные домохозяйки».

## Биография
Родилась 4 марта 1990 года в городе Колумбус, штат Огайо, США. Младшая сестра Грэма, Алекса, Кэмерона, Джессики и Джиллиан, которые также являются актёрами.
Начала играть с шести лет в постановках на Бродвее, её Козетта в «Отверженных» была самой молодой среди всех игравших эту роль. Сейчас на её счету роли в нескольких американских телесериалах: «Части тела», «Холм одного дерева», «Boston Public» и «Law & Order: Special Victims Unit». Андреа озвучила подругу Бэмби, Фэлин, в «Бэмби 2». Всемирную популярность ей принес сериал «Отчаянные домохозяйки», который показывается в США с 2004 года. В нём Андреа играет Джули Майер, послушную и милую дочь Сьюзан Майер.

## Личная жизнь
С 2023 года состоит в отношениях с актёром и партнёром по сериалу Отчаянные домохозяйки, Цукерман, Джош. В 2024 году прошла их свадьба в кругу близких.

## Фильмография
| Год       |   | Русское название                    | Оригинальное название | Роль          |
| --------- | - | ----------------------------------- | --------------------- | ------------- |
| 1997      | ф | Коктейль                            | Highball              | Фея           |
| 2004      | ф | Красная шапочка                     | Red Riding Hood       | Эшли          |
| 2004—2012 | с | Отчаянные домохозяйки               | Desperate Housewives  | Джули Мейер   |
| 2005      | ф | Счастливый квартет                  | Luckey Quarter        | Пэтси         |
| 2006      | ф | Глаза дельфина                      | Eye of the Dolphin    | Кэндэнс       |
| 2006      | ф | Бэмби 2                             | Bambi II              | Фэйлин        |
| 2007      | ф | Девушка со статусом «Положительная» | Girl, Positive        | Рейчел        |
| 2012      | ф | Приглашение к разводу               | Divorce Invitation    | Melanie       |
| 2009      | ф | Говорящая с призраками              | Ghost Whisperer       | Rebecca Kelly |
| 2013      | ф | Когда лучший друг — гей             | G.B.F.                | Шлей          |